# الترامسة
قرية الترامسة هي إحدى القرى التابعة لمركز قنا في محافظة قنا في جمهورية مصر العربية. حسب إحصاءات سنة 2006، بلغ إجمالي السكان في الترامسة 20210 نسمة، منهم 10142 رجل و 10068 امرأة.